# Каєтан Августин Вартересевич
Каєтан Августин Вартересевич (пол. Kajetan Augustyn Warteresiewicz; вірм. Կայետան Ավգուստին Վարտերեսևիչ; 18 лютого 1755, Львів — 6 лютого 1831, Львів) — львівській вірменсько-католицький архієпископ.

## Біографія
Народився у вірменській родині. 1772 року вступив до Папської колегії театинів у Львові. Висвячений у 1779 році архієпископом Якубом Стефаном Августиновичем для Львівської вірменської архиєпархії. Вікарій в одній із сільських парафій з 1779 року, катедральний вікарій, катехит і сповідник у вірменській бенедиктинській школі у Львові з 1781 року.
У 1817 році обраний вірменським духовенством наступником покійного архієпископа Яна Якуба Симоновича. Через суперечку між австрійським імператором і Папою Римським він був затверджений і висвячений лише через три роки.
Бібліофіл, нумізмат, поліглот, опікун італійської колонії у Львові. Через захворювання помер у 1831 році в місті Львів. Був похований на Личаківському цвинтарі.